# Novokazankuvate, Cernihivka
Novokazankuvate (în ucraineană Новоказанкувате) este localitatea de reședință a comunei Novokazankuvate din raionul Cernihivka, regiunea Zaporijjea, Ucraina.

## Demografie
Componența lingvistică a localității Novokazankuvate
     Ucraineană (95,61%)
     Rusă (3,86%)
     Alte limbi (0,13%)
Conform recensământului din 2001, majoritatea populației localității Novokazankuvate era vorbitoare de ucraineană (95,61%), existând în minoritate și vorbitori de rusă (3,86%).